# Blastobacter henricii
Blastobácter henrícii (лат.) — вид бактерий из семейства Bradyrhizobiaceae, типовой для рода Blastobacter. Видовой эпитет дан в честь американского микробиолога Артура Тротвайна Хенрици, который, возможно, был первым учёным, увидевшим бактерии этого рода.
Георгий Александрович Заварзин, описавший вид, не смог выделить его в чистую культуру. Вследствие этого, типового штамма вида не существует и его систематическое положение не может быть определено какими-либо иными методами кроме изучения авторского морфологического описания. Штамма, который бы полностью соответствовал этому описанию, до настоящего времени не обнаружено.
Помимо типа, в роде Blastobacter опубликовано ещё 4 действительных видовых названия, однако все эти виды впоследствии были разнесены по другим родам семейств Rhizobiaceae и Bradyrhizobiaceae.